# Zamami
Zamami (jap. 座間味村, -son) ist eine Dorfgemeinde der Präfektur Okinawa.

## Geografie
Die Gemeinde erstreckt sich über die westlichen Kerama-Inseln, d. h. die bewohnten Inseln Zamami (578 Einwohner in 316 Haushalten, Stand: 31. März 2011), Aka (264 Einwohner in 155 Haushalten) und Geruma (56 Einwohner in 31 Haushalten), die Insel Fukaji mit dem Flughafen Kerama sowie 18 weitere Inseln von mindestens einem Hektar Fläche. Es ist damit die inselreichste Gemeinde der Präfektur.

## Sehenswürdigkeiten
- Keramashotō-Nationalpark